# George Ashmore
Pour les articles homonymes, voir Ashmore.
George Samuel Austin Ashmore, né le 5 mai 1898 et mort le 12 mai 1973, était un footballeur anglais, qui a notamment joué à West Bromwich Albion et à Chesterfield. Il était aussi un international anglais.

## Carrière
George Ashmore est né à Plymouth et représentait la South Devon & District Schools. Après avoir joué pour Nineveh Wesley étant jeune, il rejoint West Bromwich Albion en novembre 1919. Il est le remplaçant de Hubert Pearson la première saison, et joue son premier match sous ses nouvelles couleurs en octobre 1920, lors d'un match à l'Ewood Park contre les Blackburn Rovers. Pour sa première, il a encaissé 5 buts (victoire 5-1 des locaux).
Le 24 mars 1928, le Lundi de Pâques, lors d'un match au stade du Dell, contre Southampton, en première période, Ashmore se blesse et est remplacé par un joueur de champ. En seconde période, alors que le score est de 2-2, Ashmore revient sur le terrain pour aider ses coéquipiers. Oubliant qu'il était un joueur de champ, et non un gardien, il prend le ballon a la main dans sa surface, ce qui occasionne un penalty pour les Saint's. Stan Cribb (en) marque le penalty et offre la victoire aux locaux.
Sa seule apparition sous le maillot national intervient le 24 mai 1926, lors d'un match amical contre la Belgique. La rencontre s'est terminée sur un score de 5-3 pour les Britanniques, avec notamment un triplé de Frank Osborne (en) qui permit à ses compagnons de remonter au score.
Après 268 matchs pour West Bromwich, il perd sa place de titulaire au profit de Harold Pearson (en). En octobre 1931, il rejoint alors Chesterfield, pour regagner du temps de jeu. Pari réussi puisqu'en seulement deux saisons, il joue 71 matchs. Il annonce la fin de sa carrière à la fin de la saison 1932-1933.
Après sa retraite du monde du football, il a travaillé pour la compagnie d'électricité Midlands Electricity. Il meurt le 12 mai 1973, à l'âge de 75 ans.